# NGC 5963
NGC 5963 is een spiraalvormig sterrenstelsel in het sterrenbeeld Draak. Het hemelobject werd op 5 mei 1788 ontdekt door de Duits-Britse astronoom William Herschel.

## Synoniemen
- UGC 9906
- MCG 9-25-58
- ZWG 297.15
- KCPG 469A
- IRAS 15322+5643
- PGC 55419